# Чарльз Гамільтон, 2-й баронет (з дому Мальборо)
Чарльз Гамільтон, 2-й баронет (25 травня 1767 — 14 вересня 1849) — британський морський офіцер, адмірал, комодор-губернатор Ньюфаундленду.

## Біографія
Гамільтон був старшим сином Джона Гамільтона, капітана Королівського флоту, який відзначився в битві при Квебеку в 1775 році. Чарльз розпочав свою військово-морську кар'єру у віці дев'яти років на кораблі свого батька «Гектор». Він відвідував Королівську військово-морську академію в Портсмуті з 1777 по 1779 рік.
Він командував декількома кораблями Королівського флоту. Також був членом британського парламенту кілька разів між 1790 і 1812 роками, продовжуючи службу в Королівському флоті. Після смерті свого батька в 1784 році він став 2-м баронетом Гамільтоном Требіншун .
З 1818 по 1823 роки служив губернатором-резидентом колонії Ньюфаундленд. У цей період він керував реконструкцією міста Сент-Джонс після пожеж у 1818 та 1819 роках. Незважаючи на те, що йому доручили розвивати сільське господарство, незабаром його розчарували бідні ґрунти острова. Економіка острова була в депресії через зниження попиту на ньюфаундлендську тріску, і Гамільтон заохочував диверсифікувати промисел, включивши в нього китів, тюленів і лосося.
Гамільтон отримав звання адмірала 22 липня 1830 року, а в 1833 році отримав орден Лазні.
Він помер у родинному будинку в Айпінгу, Західний Сассекс, у 1849 році.

## Сім'я
Він одружився з Генрієттою Мартою, дочкою Джорджа Драммонда, банкіра з Стенмора, Міддлсекс. Їхній єдиний син, сер Чарльз Джон Джеймс Гамільтон, 3-й баронет, також став офіцером армії. Леді Гамільтон написала відомий портрет Демасдувіт, яку також звали Мері Марч, жінкою з народу беотуків, захопленої в полон у 1818 році.

## Спадщина
На честь Гамільтона навано затоку Гамільтон і, раніше, річку Гамільтон (нині Черчилль), обидва в Лабрадорі.